# Liste der Baudenkmale in Priepert
In der Liste der Baudenkmale in Priepert sind alle denkmalgeschützten Bauten der Gemeinde Priepert (Mecklenburg-Vorpommern) und ihrer Ortsteile aufgelistet. Grundlage ist die Veröffentlichung der Denkmalliste des Landkreises Mecklenburgische Seenplatte (Auszug) vom 20. Januar 2017.

## Baudenkmale nach Ortsteilen

### Priepert
| ID  | Lage       | Bezeichnung              | Beschreibung | Bild                     |
| --- | ---------- | ------------------------ | --- | ------------------------ |
| 922 |            | Kirche mit               | Fachwerkbau von 1719; halber zwölfeckiger Chor; freistehender südl. Glockenturm, nach Abriss des früheren Turms als Dachreiter. | Weitere Bilder           |
| 922 |            | Friedhofsmauer           | |                          |
| 923 | Dorfstraße | Kriegerdenkmal 1914/1918 | | Kriegerdenkmal 1914/1918 |

## Quelle
- Karte der Baudenkmale im Geoportal des Landkreises